# Murmurs of the Heart
Murmurs of the Heart is de veertiende aflevering van het dertiende seizoen van de televisieserie ER, die voor het eerst werd uitgezonden op 1 februari 2007.

## Verhaal
Curtis Ames heeft ingebroken in het huis van Lockhart-Kovac, hij eist van dr. Lockhart onder bedreiging van een pistool dat zij dr. Kovac snel naar huis laat komen. Dr. Kovac is echter op het politiebureau om borg te betalen voor de gearresteerde dr. Pratt. Als hij een telefoontje krijgt van dr. Lockhart merkt hij aan haar dat er iets aan de hand is en snelt naar huis. Bij thuiskomst ziet hij wat er aan de hand is en wil graag weten wat Ames van hem wil. Ames neemt dr. Kovac mee naar zijn eigen huis waar hij de hand van dr. Kovac in een bankschroef vastzet en hiermee zijn hand breekt. Ondertussen belt dr. Lockhart de politie die een zoektocht inzetten naar hen. Uiteindelijk kunnen zij Ames en dr. Kovac lokaliseren, zij zijn op het dak van een verlaten gebouw, Ames eist van dr. Kovac een excuses voor zijn leed. Uiteindelijk geeft dr. Kovac dit aan hem en ziet dan dat Ames zijn pistool op hem richt. Hij is bang dat Ames hem neerschiet, dan schiet Ames zich ineens zelf dood met dr. Kovac geschrokken en opgelucht achterlatend. 
Parker brengt de nacht door met Taggart, als hij ’s nachts wakker wordt merkt hij ineens een brand op in de woonkamer. Hij maakt snel Taggart wakker en vluchten samen met Alex en Gracie weg uit het appartement. Als zij het hele appartementencomplex in vlammen zien opgaan, vraagt Taggart bij zichzelf af of haar zoon iets met deze brand te maken heeft. 
Dr. Gates krijgt een telefoontje van Sarah, zij is bij haar moeder in een auto en de moeder is er slecht aan toe. Hij haast zich ernaartoe en vindt haar bijna bewusteloos na het innemen van pillen. Zij kan hem nog net vertellen dat Sarah een dochter van hem is: na dit verteld te hebben, valt zij in een coma. Aangekomen op de SEH kunnen zij de moeder helaas niet meer te helpen, en tot ontzetting van Sarah overlijdt zij aan haar overdosis. 

## Rolverdeling

### Hoofdrollen
- Goran Višnjić - Dr. Luka Kovac
- Maura Tierney - Dr. Abby Lockhart
- Mekhi Phifer - Dr. Gregory Pratt
- Parminder Nagra - Dr. Neela Rasgrota
- Shane West - Dr. Ray Barnett
- John Stamos - Dr. Tony Gates
- Scott Grimes - Dr. Archie Morris
- Linda Cardellini - verpleegster Samantha Taggart
- Dominic Janes - Alex Taggart
- Angel Laketa Moore - verpleegster Dawn Archer
- Montae Russell - ambulancemedewerker Dwight Zadro
- Brian Lester - ambulancemedewerker Brian Dumar
- Louie Liberti - ambulancemedewerker Bardelli
- Paula Malcomson - Meg Riley
- Chloe Greenfield - Sarah Riley
- Lois Smith - Gracie
- Kip Pardue - Ben Parker
- Troy Evans - Frank Martin

### Gastrollen (selectie)
- Forest Whitaker - Curtis Ames
- Keith David - pastoor Watkins
- Jack Forbes - politieagent
- Francis Guinan - onderhandelaar politie
- Scott MacDonald - rechercheur
- Darris Love - gevangene